# Nizozemské Antily na Letních olympijských hrách 2008
a
Nizozemské Antily se účastnily Letních olympijských her 2008 a zastupovali je 3 sportovci ve 3 sportech (3 muži). Vlajkonošem výpravy byl sprinter Churandy Martina. Nejmladší z výpravy byl Rodion Davelaar, kterému bylo v době konání her 18 let. Nejstarším z výpravy byl Philip Elhage, kterému bylo v době konání her 26 let. Nikomu z výpravy se během her nepodařilo získat medaili.

## Pozadí
Poprvé se Nizozemské Antily zúčastnily Letních olympijských her 1952 v Helsinkách. Účast na olympijských hrách v Pekingu byla jejich třináctou olympijskou účastí poté, co nestartovaly na hrách v letech 1956 a 1980. V roce 2010 Nizozemské Antily zanikly a tak start na hrách v Pekingu byl jejich poslední olympijskou účastí.

## Disciplíny

### Atletika
Churandy Martina se ve 24 letech účastnil v Pekingu již svých druhých olympijských her. Na hrách startoval v závodu mužů na 100 i 200 m.

#### Běh na 100m
Do rozběhu na 100 m nastoupil Martina 14. srpna 2008 do posledního, desátého, rozběhu. Zaběhl čas 10,35 s a svůj běh vyhrál. Zajistil si tak přímý postup do čtvrtfinále. Čtvrtfinále závodu se konalo 15. srpna 2008 a Martina si v něm vylepšil svůj čas na 9,99 s a opět skončil ve svém běhu na prvním místě. 16. srpna 2008 se běželo semifinále, ve kterém Martina zaběhl čas 9,94 s, se kterým ve svém běhu skončil na třetím místě. Tento výkon mu stačil na přímý postup do finále. Ve finále zaběhl čas 9,93 s a vylepšil tak národní rekord. Celkově se umístil na 4. místě a získat medaili se mu nepodařilo.

#### Běh na 200m
17. srpna 2008 nastoupil Churandy Martina do rozběhu závodu na 200 m. Zaběhl čas 20,78 s a ve svém běhu skončil na třetím místě za ázerbájdžánským reprezentantem Ramilem Guliyevem a nigerijským sprinterem Obinnou Metu. Svým výkonem si tak zajistil přímý postup do čtvrtfinále. Ve čtvrtfinále si Martina svůj čas zlepšil na 20,42 s a ve svém běhu opět skončil na třetím místě s přímým postupem do semifinále. V semifinále svůj výkon ještě zlepšil, když s časem 20,11 s a vylepšeným národním rekordem svůj semifinálový běh vyhrál a postoupil tak do finále.
Během finále však došlo ke kontroverzní situaci. Martina ve finále doběhl do cíle v čase 19,82 s se ztrátou 0,22 s na prvního Usaina Bolta. Avšak poté, co byl třetí v cíli, americký sprinter Wallace Spearmon diskvalifikován kvůli vyšlápnutí z dráhy, zkontrolovali američtí trenéři záznam závodu. Američané při tom zjistili, že se Martina dopustil stejné chyby jako diskvalifikovaný Spearmon. USA tak vznesly protest proti Nizozemským Antilám. Olympijský výbor Nizozemských Antil namítal, že podaný protest je neplatný, protože byl překročen časový limit třiceti minut po konci závodu umožňující podání protestu. Přesto byl Martina diskvalifikován a stříbrná medaile připadla čtvrtému v cíli Američanu Shawnu Crawfordovi. Bronzovou medaili získal v závodu pátý Walter Dix.
Krátce po olympiádě se Crawford s Martinou opět setkali na mítinku v Curychu. Crawford tam přenechal svou olympijskou medaili Martinovi, neboť byl přesvědčen, že ho v závodu porazil dle pravidel a zaslouží si ji víc než on.
| Sportovec        | Disciplína | Rozběh | Rozběh | Čtvrtfinále | Čtvrtfinále | Semifinále | Semifinále | Finále  | Finále | Pořadí |
| Sportovec        | Disciplína | Čas    | Pořadí | Čas         | Pořadí      | Čas        | Pořadí     | Čas     | Pořadí | Pořadí |
| ---------------- | ---------- | ------ | ------ | ----------- | ----------- | ---------- | ---------- | ------- | ------ | ------ |
| Churandy Martina | 100 m      | 10,35  | 1. Q   | 9,99        | 1. Q        | 9,94       | 3. Q       | 9,93 NR | 4.     | 4.     |
| Churandy Martina | 200 m      | 20,78  | 3 Q    | 20,42       | 2. Q        | 20,11 NR   | 1. Q       | DSQ     | DSQ    |        |

### Plavání
V plavání reprezentoval Nizozemské Antily Rodion Develaar, který byl příjemcem olympijského stipendia Mezinárodního olympijského výboru pro rok 2008. Toto stipendium umožnilo Develaarovi využít pomoc specializovaného trenéra, zaplatit pojištění a také možnost využívat tréninková sportoviště. Navíc stipendium pokrylo i náklady s cestováním, kontrolami a zápisným pro účast na olympijských kvalifikačních závodech.
Na olympijských hrách Develaar nastoupil do šesté rozplavby závodu mužů na 50 m volným způsobem. Zaplaval čas 24,21 s a ve své rozplavbě skončil na druhém místě za nigerijským reprezentantem. Celkově však jeho čas stačil až na 57. místo z 97 startujících plavců a Develaar do dalšího kola nepostoupil.
| Sportovec       | Disciplína               | Rozplavba | Rozplavba | Semifinále  | Semifinále  | Finále      | Finále      | Pořadí |
| Sportovec       | Disciplína               | Čas       | Pořadí    | Čas         | Pořadí      | Čas         | Pořadí      | Pořadí |
| --------------- | ------------------------ | --------- | --------- | ----------- | ----------- | ----------- | ----------- | ------ |
| Rodion Develaar | 50 m volný způsob – muži | 24,21     | 2.        | nepostoupil | nepostoupil | nepostoupil | nepostoupil | 57.    |

### Střelba
Jediným reprezentantem Nizozemských Antil ve střelbě byl v Pekingu Philip Ehage. Startoval v závodu ve střelbě vzduchovou pistolí na 10 m. Závod se uskutečnil 9. srpna 2008 a nastoupilo do něj 49 střelců. Elhage dosáhl skóre 566 bodů a skončil na 46. místě.
| Sportovec     | Disciplína                | Kvalifikace | Kvalifikace | Finále      | Finále      |
| Sportovec     | Disciplína                | Body        | Pořadí      | Body        | Pořadí      |
| ------------- | ------------------------- | ----------- | ----------- | ----------- | ----------- |
| Philip Elgahe | Vzduchová pistole na 10 m | 566         | 46.         | nepostoupil | nepostoupil |